# العلاج الترميمي غير المؤذي للأسنان
العلاج الترميمي غير المؤذي للأسنان هي طريقة لعلاج تسوس الأسنان عن طريق تنظيف التسوس بواسطة الأدوات اليدوية بدون آلات حفر الأسنان وبدون استخدام حقن التخدير ثم وضع الحشوة، يستخدم العلاج الترميمي غير المؤذي في الأماكن ذات المعدات البسيطة وغير المجهزة بأحدث تقنيات طب الأسنان. يعتبر العلاج الترميمي للأسنان غير المؤذي علاجًا تحفظيًا للأسنان ليس فقط لكونه لا يحتاج لآلات الحفر أو لحقن التخدير بل لأنه يحافظ على أكبر قدر من بنية السن ولا يمكن أن يؤذي عصب السن ويقلل من قلق وتوتر المريض. يستخدم العلاج الترميمي غير المؤذي في الأسنان ذات التسوس البسيط والمتوسط والعميق غير المتعدي لحدود لب الأسنان.
تُزال الأنسجة الرخوة في الأسنان ذات التسوس البسيط أو متوسط العمق إلى حين الوصول إلى أنسجة السن الأكثر صلابة أي العاج الصلب، أما الأسنان ذات التسوس العميق فيجب أخذ الحيطة والحذر عند إزالة التسوس لتجنب الوصول إلى لب السن (العصب السني) ويمكن ترك بعض أنسجة العاج الرخوة على سقف اللب إذا كانت إزالتها ستؤدي إلى الوصول إلى لب السن. يجب أخذ صور شعاعية للأسنان لتقييم عمق التسوس وامتداده، فإذا كانت عميقة جدًا وقريبة من اللب فيجب تتم إزالة الأنسجة الرخوة فقط من أرضية التجويف لتجنب خطر الوصول إلى اللب. يعتبر العلاج الترميمي غير المؤذي للأسنان مناسب لكل من الأسنان اللبنية (أسنان الطفل) والأسنان الدائمة (أسنان البالغين) وله العديد من الأبحاث التي أثبتت كفاءته.

## التاريخ
ظهر مفهوم العلاج الترميمي غير المؤذي للأسنان لأول مرة في عام 1985 من قبل طبيب الأسنان جو فرينكن في تنزانيا بسبب نقص الأمكانيات وعدم توفر الكهرباء والمياه لتشغيل أجهزة الأسنان لذلك بدأت أسنان الأطفال بالتسوس وتتطور الحالة لتصيبهم بالألم فيضطرون إلى قلعها قبل أوانها وهذا ما تنجم عنه مشكلات تقويمية في الأسنان، حاول أطباء الأسنان في ذلك الحين استخدام الأدوات اليدوية فقط لإزالة التسوس والأنسجة الرخوة ثم وضع إسمنت الأسنان الفلورايدي الذي يساعد في عملية إعادة التمعدن السني، اختبر الباحثون هذه الطريقة في العلاج ووجدوا أنها فعالة.
أوصت مجموعة دولية من الخبراء في علم أمراض الأسنان وطب الأسنان الترميمي وطب أسنان الأطفال باستخدام العلاج الترميمي غير المؤذي للأسنان الأسنان اللبنية والدائمة خلال اجتماع التعاون الدولي لإجماع التسوس (ICCC) الذي عقد في لوفين في عام 2015.